# Lijst van Belgische Eurocommissarissen
Dit is een lijst van alle Belgische Eurocommissarissen sinds het ontstaan van de Europese Commissie in 1958.
| Nr. | Ambtsbekleder                       | Ambtsbekleder | Ambtsbekleder               | Partij                   | Termijn                            | Functie en Portefeuille                                                       | Commissie(s)                          |
| --- | ----------------------------------- | --- | --------------------------- | ------------------------ | ---------------------------------- | ----------------------------------------------------------------------------- | ------------------------------------- |
| 1   |                                     | | Jean Rey (1902-1983)        | PRL                      | 7 januari 1958 - 2 juli 1967       | Commissaris Externe Betrekkingen                                              | Hallstein I, II                       |
| 1   | 2 juli 1967 - 30 juni 1970          | Voorzitter van de Europese Commissie                                                                                        | Jean Rey (1902-1983)        | PRL                      | Rey                                |                                                                               |                                       |
| 2   | 2 juli 1967 - 30 juni 1970          | |                             | Albert Coppé (1911-1999) | Rey                                | CVP                                                                           | Commissaris Begroting en Voorlichting |
| 2   | 30 juni 1970 - 6 januari 1973       | Commissaris Begroting, Financiële Controle, Investeringen, Kredietverlening, Organisatie, Personeel, Sociale Zaken, Vervoer | Malfatti                    | Albert Coppé (1911-1999) |                                    | CVP                                                                           |                                       |
| 2   | 30 juni 1970 - 6 januari 1973       | Commissaris Begroting, Financiële Controle, Investeringen, Kredietverlening, Organisatie, Personeel, Sociale Zaken, Vervoer | Mansholt                    | Albert Coppé (1911-1999) |                                    | CVP                                                                           |                                       |
| 3   |                                     | | Henri Simonet (1931-1996)   | BSP                      | 6 januari 1973 - 5 januari 1977    | Commissaris Belastingen, Energie, Euratom, Financiële Instellingen            | Ortoli                                |
| 4   |                                     | | Étienne Davignon (1932)     | PSC                      | 6 januari 1977 - 6 januari 1981    | Commissaris Interne Markt, Industrie                                          | Jenkins                               |
| 4   | 6 januari 1981 - 5 januari 1985     | Commissaris Industrie, Energie, Wetenschappelijk Onderzoek                                                                  | Étienne Davignon (1932)     | PSC                      | Thorn                              |                                                                               |                                       |
| 5   |                                     | | Willy De Clercq (1927-2011) | PVV                      | 6 januari 1985 - 6 januari 1989    | Commissaris Externe Betrekkingen, Handel                                      | Delors I                              |
| 6   |                                     | | Karel Van Miert (1942-2009) | SP                       | 6 januari 1989 - 31 december 1992  | Commissaris Vervoer, Consumentenbescherming                                   | Delors II                             |
| 6   | 1 januari 1993 - 22 januari 1995    | Commissaris Concurrentiezaken                                                                                               | Karel Van Miert (1942-2009) | SP                       | Delors III                         |                                                                               |                                       |
| 6   | 23 januari 1995 - 16 september 1999 | Commissaris Mededingingsbeleid                                                                                              | Karel Van Miert (1942-2009) | SP                       | Santer                             |                                                                               |                                       |
| 7   |                                     | | Philippe Busquin (1941)     | PS                       | 16 september 1999 - 18 juli 2004   | Commissaris Onderzoek                                                         | Prodi                                 |
| 8   |                                     | | Louis Michel (1947)         | MR                       | 18 juli 2004 - 21 november 2004    | Commissaris Onderzoek                                                         | Prodi                                 |
| 8   | 22 november 2004 - 13 juli 2009     | Commissaris Ontwikkelingshulp en humanitaire hulp                                                                           | Louis Michel (1947)         | MR                       | Barroso I                          |                                                                               |                                       |
| 9   |                                     | Commissaris Ontwikkelingshulp en humanitaire hulp                                                                           |                             | Karel De Gucht (1954)    | Barroso I                          | Open Vld                                                                      | 13 juli 2009 - 9 februari 2010        |
| 9   | 10 februari 2010 - 1 november 2014  | Commissaris Handel | Barroso II                  | Karel De Gucht (1954)    |                                    | Open Vld                                                                      |                                       |
| 10  |                                     | | Marianne Thyssen (1956)     | CD&V                     | 1 november 2014 - 30 november 2019 | Commissaris Werkgelegenheid, Sociale Zaken, Vaardigheden en Arbeidsmobiliteit | Juncker                               |
| 11  |                                     | | Didier Reynders(1958)       | MR                       | 1 december 2019 - 1 december 2024  | Commissaris Justitie                                                          | Von der Leyen I                       |
| 12  |                                     | | Hadja Lahbib(1970)          | MR                       | 1 december 2024 - heden            | Commissaris Paraatheid, Crisisbeheer en Gelijkheid                            | Von der Leyen II                      |